# 2014년 6월
| 2014년: 1월 · 2월 · 3월 · 4월 · 5월 · 6월 · 7월 · 8월 · 9월 · 10월 · 11월 · 12월 |

| <          | 2014년 6월 | 2014년 6월 | 2014년 6월 | 2014년 6월 | 2014년 6월  | >          |
| 일         | 월         | 화         | 수         | 목         | 금          | 토         |
| 1 5.4 계묘 | 2 5 갑진   | 3 6 을사   | 4 7 병오   | 5 8 정미   | 6 9 무신    | 7 10 기유  |
| 8 11 경술  | 9 12 신해  | 10 13 임자 | 11 14 계축 | 12 15 갑인 | 13 16 을묘  | 14 17 병진 |
| 15 18 정사 | 16 19 무오 | 17 20 기미 | 18 21 경신 | 19 22 신유 | 20 23 임술  | 21 24 계해 |
| 22 25 갑자 | 23 26 을축 | 24 27 병인 | 25 28 정묘 | 26 29 무진 | 27 6.1 기사 | 28 2 경오  |
| 29 3 신미  | 30 4 임신  |            |            |            |             |            |

| - 6월 2일 - 정일우 - 6월 25일 - 리비아 총선 - 6월 21일 - 모리타니 대통령 선거 - 6월 18일 - 레바논 대통령 선거 7차전 - 6월 15일 - 리히텐슈타인 국민 투표 - 6월 15일 - 콜롬비아 대통령 선거 2차전 - 6월 14일 - 아프가니스탄 대통령 선거 2차전 - 6월 12일 - 앤티가 바부다 총선 - 6월 10일 - 이스라엘 대통령 선거 - 6월 09일 - 레바논 대통령 선거 6차전 - 6월 08일 - 남오세티야 총선 - 6월 08일 - 코소보 총선 - 6월 04일 - 대한민국 제6회 지방 선거 - 6월 03일 - 시리아 대통령 선거 편집하기 |

## 2014년 6월 29일(일요일)
사건사고
- 서울특별시 강동구 현대백화점 천호점 1층에서 천장이 붕괴되고 서건이 발생하여 직원과 고객 6명의 부상자가 발생하였다.

## 2014년 6월 22일(일요일)
국제
- 유네스코 38차 정부간위원회에서 남한산성이 세계문화유산에 등재되다.

## 2014년 6월 21일(토요일)
사건사고
- 강원도 고성 동부전선 GOP 육군 모부대에서 총기 난사 후 무장 탈영 사건이 발생하여 5명이 사망하고 7명의 부상자가 발생하였다.

## 2014년 6월 19일(목요일)
국제
- 후안 카를로스 1세가 물러나고 펠리페 6세가 스페인의 새 국왕으로 즉위하였다.

## 2014년 6월 15일 (일요일)
국제
- 케냐 라무 섬 인근 해안 소도시 음페케토니에서 테러가 발생해 48명이 사망하였다.

## 2014년 6월 13일(금요일)
국제
- 홍콩에서 마카오로 가던 고속페리선이 방파제와 충돌해 한국인 승객을 포함한 50여명이 부상되었다.

## 2014년 6월 12일(목요일)
정치
- 새정치민주연합의 배기운 의원이 공직선거법 위반으로, 통합진보당의 김선동의원이 총포법 위반으로 당선무효되었다.

국제
- 2014 FIFA 월드컵이 브라질에서 개막하였다. 이 월드컵은 7월 13일까지 개최된다.
- 이라크와 레반트 이슬람 정부군이 이라크로 진격해 모술과 티크리트를 점령하였다.

## 2014년 6월 10일(화요일)
사건사고
- 경기도 고양시 일산서구의 한 마을에 용오름이 발생해 20여동의 비닐하우스가 피해를 입었다.

IT
- 마이크로소프트에서 업데이트가 설치되지 않은 윈도우 8.1에 대한 지원을 중단했다.

## 2014년 6월 8일(일요일)
국제
- 압둘팟타흐 시시가 이집트 제13대 대통령으로 취임하였다.
- 파키스탄 카라치 진나 국제공항에서 탈레반으로 추정된 괴한에 의해 폭탄 테러가 발생해 28명이 사망하였다.

## 2014년 6월 7일(토요일)
국제
- 콩고 민주공화국 동부 사우스 키부 주에서 무장 괴한들이 교회를 습격해 부녀자와 어린아이 등 30여명을 학살하였다.
- 아프가니스탄 북동부 바글란드 주도 풀리 쿰리에서 140 km 떨어진 구지르가 이누르지역에서 홍수가 발생해 54명이 사망하고 수천명에 이재민이 발생하였다.

## 2014년 6월 5일(목요일)
정치
- KBS 이사회에서 길환영 사장 해임안이 가결되었다.

## 2014년 6월 4일(수요일)
정치
- 대한민국에서 대한민국 제6회 지방 선거가 치러졌다.

국제
- 중국의 톈안먼 사태 25주년을 맞았으나, 공안의 삼엄한 경계로 무력 충돌은 발생하지 않았다.

## 2014년 6월 2일(월요일)
국제
- 미국 매사추세츠주 보스턴 인근에서 개인 소유 걸프스트림 제트 여객기가 추락해 탑승했던 7명이 모두 목숨을 잃었다. 7명의 사망자 중에는 언론사 필라델피아 인콰이어러의 공동 소유주인 루이스 캐츠가 포함됐다고 전해졌다.
- 팔레스타인에서 통합정부가 출범하였다.
- 후안 카를로스 1세가 퇴위 의사를 발표했다.
- 텔랑가나 주가 공식적으로 인도의 29번째 주가 되었다.